# Mujinga Kambundji
Mujinga Kambundji (Berna, 17 giugno 1992) è una velocista svizzera, campionessa mondiale indoor dei 60 metri piani a Belgrado 2022 e Nanchino 2025, campionessa europea dei 200 metri piani a Monaco di Baviera 2022 e Roma 2024, e campionessa europea indoor nei 60 metri piani a Istanbul 2023.
È l'attuale primatista svizzera dei 60 metri piani indoor (specialità in cui è la quarta atleta di sempre), dei 100 metri piani e dei 200 metri piani, nonché della staffetta 4×100 metri.

## Biografia
Nata a Berna da padre congolese e madre svizzera, è sorella maggiore dell'ostacolista Ditaji Kambundji.
Ha conquistato il suo primo titolo internazionale in occasione degli europei di Amsterdam 2016, vincendo la medaglia di bronzo nei 100 metri piani con il tempo di 11"25. Nel suo palmarès può vantare un totale di dieci medaglie internazionali: due ori e un bronzo mondiali indoor sui 60 metri piani, quattro medaglie europee (due ori nei 200 metri piani ed un argento e un bronzo sui 100 metri piani), un oro e un argento europei indoor sui 60 metri piani e un bronzo mondiale sui 200 metri piani.

## Palmarès
| Anno | Manifestazione  | Sede           | Evento      | Risultato  | Prestazione | Note                                                       |
| ---- | --------------- | -------------- | ----------- | ---------- | ----------- | ---------------------------------------------------------- |
| 2010 | Mondiali U20    | Moncton        | 100 m piani | Semifinale | 11"92       |                                                            |
| 2010 | Mondiali U20    | Moncton        | 200 m piani | Semifinale | 23"68       |                                                            |
| 2012 | Europei         | Helsinki       | 100 m piani | Batteria   | 11"68       |                                                            |
| 2012 | Giochi olimpici | Londra         | 4×100 m     | Batteria   | 43"54       |                                                            |
| 2013 | Europei indoor  | Göteborg       | 60 m piani  | Batteria   | 7"42        |                                                            |
| 2013 | Europei U23     | Tampere        | 100 m piani | 4ª         | 11"55       |                                                            |
| 2013 | Europei U23     | Tampere        | 200 m piani | 5ª         | 23"46       | Miglior prestazione personale stagionale                   |
| 2013 | Mondiali        | Mosca          | 200 m piani | Batteria   | 23"24       | Miglior prestazione personale                              |
| 2013 | Mondiali        | Mosca          | 4×100 m     | Batteria   | 43"21       | Record nazionale                                           |
| 2014 | World Relays    | Nassau         | 4×100 m     | 11ª        | 43"55       |                                                            |
| 2014 | World Relays    | Nassau         | 4×200 m     | 5ª         | 1'31"75     | Record nazionale                                           |
| 2014 | Europei         | Zurigo         | 100 m piani | 4ª         | 11"30       |                                                            |
| 2014 | Europei         | Zurigo         | 200 m piani | 5ª         | 22"83       | Record nazionale                                           |
| 2014 | Europei         | Zurigo         | 4×100 m     | Finale     | dnf         |                                                            |
| 2015 | Europei indoor  | Praga          | 60 m piani  | 5ª         | 7"11        | Record nazionale                                           |
| 2015 | World Relays    | Nassau         | 4×100 m     | 8ª         | 43"74       |                                                            |
| 2015 | Mondiali        | Pechino        | 100 m piani | Semifinale | 11"07       | Record nazionale                                           |
| 2015 | Mondiali        | Pechino        | 200 m piani | Semifinale | 22"64       | Record nazionale                                           |
| 2015 | Mondiali        | Pechino        | 4×100 m     | Batteria   | 43"38       |                                                            |
| 2016 | Europei         | Amsterdam      | 100 m piani | Bronzo     | 11"25       |                                                            |
| 2016 | Europei         | Amsterdam      | 200 m piani | Semifinale | 23"23       |                                                            |
| 2016 | Giochi olimpici | Rio de Janeiro | 100 m piani | Semifinale | 11"16       |                                                            |
| 2016 | Giochi olimpici | Rio de Janeiro | 200 m piani | Semifinale | 22"83       |                                                            |
| 2017 | Europei indoor  | Belgrado       | 60 m piani  | 4ª         | 7"16        | Miglior prestazione personale stagionale                   |
| 2017 | Mondiali        | Londra         | 100 m piani | Semifinale | 11"11       |                                                            |
| 2017 | Mondiali        | Londra         | 200 m piani | Semifinale | 23"00       |                                                            |
| 2017 | Mondiali        | Londra         | 4×100 m     | 5ª         | 42"51       |                                                            |
| 2018 | Mondiali indoor | Birmingham     | 60 m piani  | Bronzo     | 7"05        |                                                            |
| 2018 | Europei         | Berlino        | 100 m piani | 4ª         | 11"05       |                                                            |
| 2018 | Europei         | Berlino        | 200 m piani | 4ª         | 22"45       | Miglior prestazione personale stagionale                   |
| 2018 | Europei         | Berlino        | 4×100 m     | 4ª         | 42"30       |                                                            |
| 2019 | Europei indoor  | Glasgow        | 60 m piani  | 5ª         | 7"16        |                                                            |
| 2019 | Mondiali        | Doha           | 100 m piani | Semifinale | 11"10       |                                                            |
| 2019 | Mondiali        | Doha           | 200 m piani | Bronzo     | 22"51       |                                                            |
| 2019 | Mondiali        | Doha           | 4×100 m     | 4ª         | 42"18       | Record nazionale                                           |
| 2021 | Giochi olimpici | Tokyo          | 100 m piani | 6ª         | 10"99       |                                                            |
| 2021 | Giochi olimpici | Tokyo          | 200 m piani | 7ª         | 22"30       |                                                            |
| 2021 | Giochi olimpici | Tokyo          | 4×100 m     | 4ª         | 42"08       |                                                            |
| 2022 | Mondiali indoor | Belgrado       | 60 m piani  | Oro        | 6"96        | Miglior prestazione mondiale stagionale · Record nazionale |
| 2022 | Mondiali        | Eugene         | 100 m piani | 5ª         | 10"91       |                                                            |
| 2022 | Mondiali        | Eugene         | 200 m piani | 8ª         | 22"55       |                                                            |
| 2022 | Mondiali        | Eugene         | 4×100 m     | 7ª         | 42"81       |                                                            |
| 2022 | Europei         | Monaco         | 100 m piani | Argento    | 10"99       |                                                            |
| 2022 | Europei         | Monaco         | 200 m piani | Oro        | 22"32       |                                                            |
| 2023 | Europei indoor  | Istanbul       | 60 m piani  | Oro        | 7"00        | Record dei campionati                                      |
| 2023 | Mondiali        | Budapest       | 100 m piani | Semifinale | 11"04       | Miglior prestazione personale stagionale                   |
| 2024 | Europei         | Roma           | 100 m piani | 8ª         | 11"15       | [ 3 ]                                                      |
| 2024 | Europei         | Roma           | 200 m piani | Oro        | 22"49       | Miglior prestazione personale stagionale                   |
| 2024 | Giochi olimpici | Parigi         | 100 m piani | 6ª         | 10"99       |                                                            |
| 2024 | Giochi olimpici | Parigi         | 200 m piani | Semifinale | 22"63       |                                                            |
| 2024 | Giochi olimpici | Parigi         | 4x100 m     | Finale     | dq          |                                                            |
| 2025 | Europei indoor  | Apeldoorn      | 60 m piani  | Argento    | 7"02        | Miglior prestazione personale stagionale                   |
| 2025 | Mondiali indoor | Nanchino       | 60 m piani  | Oro        | 7"04        |                                                            |

## Riconoscimenti
- Sportiva svizzera dell'anno (2019)
- Atleta dell'anno Swiss Athletics (2022)[4]